# 措置制度
措置制度（そちせいど）とは、身体障害者（児）及び知的障害者（児）、その他児童、高齢者に対し、行政が利用できるサービスの内容を決定する制度。

## 概要
サービスの利用を申し込んだ希望者に対し、自治体が福祉サービスを利用できる条件を満たしているかを審査し、その審査結果に応じてサービスの利用可否や利用先が決定される。
障害者福祉サービスや高齢者サービス、児童福祉サービス開始以来長年にわたり実施されてきたが、利用者の意向が尊重されにくいという問題が出てきたことから、児童施設の入所を除き2003年4月1日より支援費制度へ移行した。
措置制度下においても全く民間企業によるサービスがなかったわけではなく、家政婦サービスを提供する「やさしい手」が古くに存在しており、1980年代頃から「アースサポート」「ヘルシーライフサービス」「ツクイ」「セントケア」といった介護福祉関連のサービスが台頭した。

## その後
支援費制度もサービスの格差や財源問題が指摘され、2006年4月1日から障害者自立支援法(2013年からは「障害者総合支援法」)へ移行した。